# Kjell Stensson

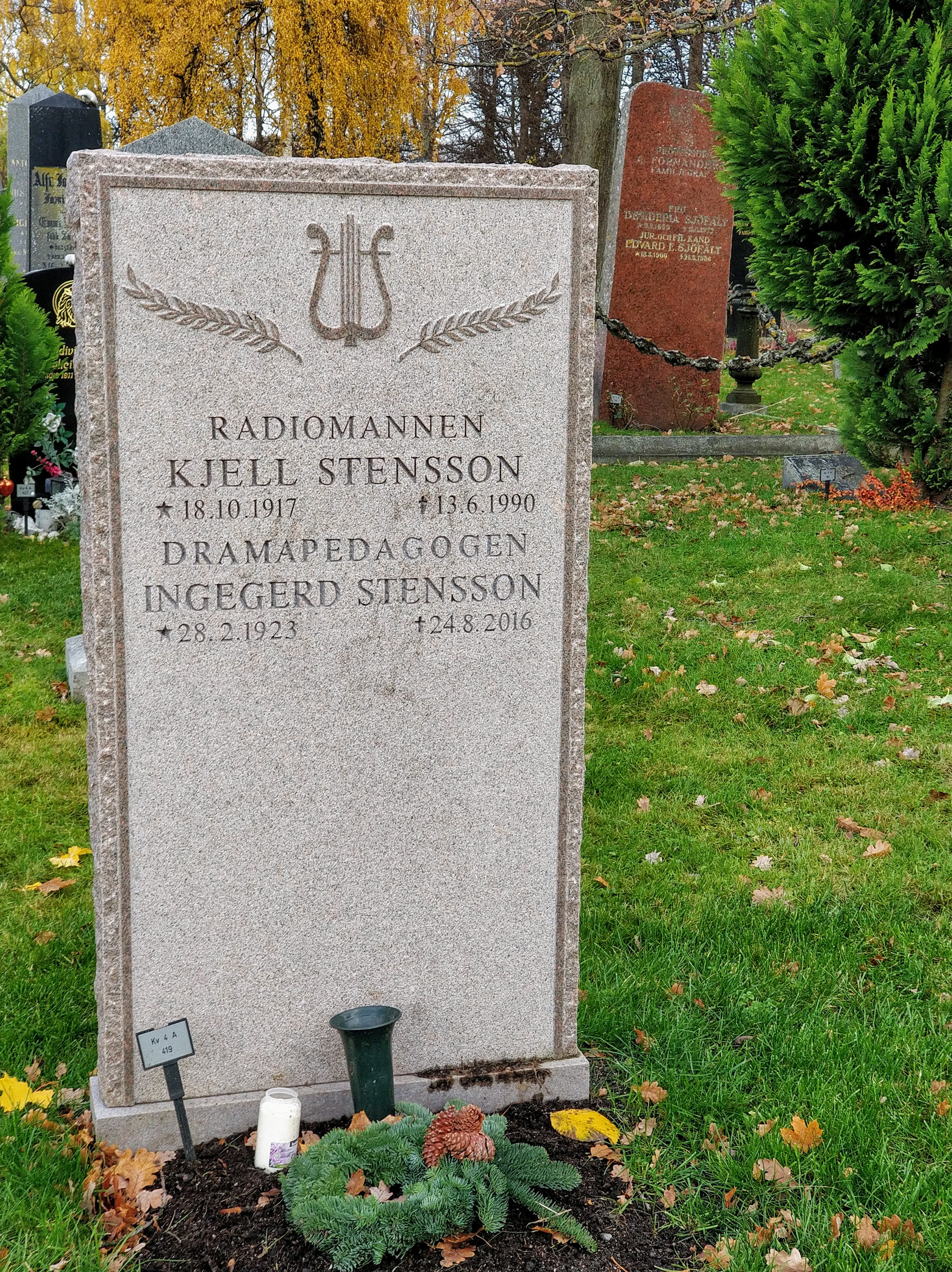
Kjell Stensson, gravvård på Norra Begravningsplatsen, Solna.

Kjell Evert Lennart Stensson, född 18 oktober 1917 i Landskrona,  död 13 juni 1990 i Stockholm, var en svensk radiotekniker, radioprofil och författare.

## Biografi
Kjell Stensson var son till bleckslagaren Viktor Stensson och Elin Fredriksson. Han avlade telegrafassistentexamen 1939 och var från 1940 till sin pensionering 1982 anställd vid Sveriges Radio och dess föregångare Radiotjänst AB. Han blev 1946 chef för gruppen med musiktekniker, 1961 biträdande  driftschef för ljudradion, 1974–1979 chef för avdelningen för ljudradioteknik samt var 1979–1982 överingenjör vid Sveriges Radio.
Stensson medverkade i flera radio- och TV-sammanhang, bland annat i Tjugo frågor. Många kommer ihåg honom sedan han i TV den 1 april 1962 lurat tittarna att trä en nylonstrumpa över TV:ns skärm för att på så sätt kunna se färg-TV. Kjell Stensson försökte även lansera den nya uppfinningen konsthuvudstereo vilket innebar att man kunde spela in oerhört realistiska stereoinspelningar genom att använda en skyltdockas huvud med den skillnaden att hörselgångarna i öronen var exakta kopior av människans riktiga hörselgångar och mikrofoner på trumhinnornas plats. Detta gav en så realistisk ljudeffekt att man hade svårt att skilja mellan inspelning och verklighet om man lyssnade till en sådan inspelning i hörlurar. Denna uppfinning slog dock aldrig igenom, bland annat därför att det inte låter lika bra i högtalare.
Stensson var en flitig skribent, inte minst i Stockholms-Tidningen, där han recenserade kriminalromaner och klassisk musik på skiva samt skrev krönikor om bland annat radioteknik. Han hade också en regelbunden frågespalt i tidningen Röster i radio-TV. Han var med från starten 1971  i Svenska Deckarakademin och var akademins ordförande 1978–1983.
Kjell Stensson var gift 1941–1949 med Karin Hallberg, senare känd som Katja Geiger (Katja of Sweden), och från 1954 med Ingegerd Dunér (1923–2016). Han är gravsatt på Norra begravningsplatsen, Stockholm.

## Filmografi
Kjell Stensson medverkade i två långfilmer.
- 1951 – Alice i Underlandet
- 1952 – Farlig kurva